# Juan Luis Pedrosa Fernández
Juan Luis Pedrosa Fernández (Lugo, 8 de febrero de 1955) es un marino y político gallego.

## Trayectoria
Hijo de Fernando Pedrosa Roldán. Fue delegado en Pontevedra de la Consejería de Pesca y director general de Marisqueo y Acuicultura (1993-1995). Pertenece al PPdeG, partido por el que fue alcalde de Pontevedra de 1995 a 1999, y líder de la oposición en el mismo ayuntamiento de 1999 a 2003. Estuvo en las listas del PPdeG por Pontevedra en 2007, aunque no resultó elegido. El 17 de enero de 2012 fue nombrado director de la Sociedad de Salvamento y Seguridad Marítima (SASEMAR), organismo dependiente del Ministerio de Fomento de España.

## Elecciones
En las elecciones de 1995 obtuvo once escaños que, sumados a las dos actas del partido independiente Pontevedra Unida, obtuvo la mayoría absoluta frente a los siete concejales del BNG y los cinco del PSdeG-PSOE.
En 1999, Pontevedra Unida no se presentó y, aunque ganó en votos, empató en diez escaños con el BNG, que pasó a gobernar junto a los cinco representantes del PSdeG-PSOE. 
| Predecesor: Javier Cobián Salgado | Alcalde de Pontevedra 1995-1999 | Sucesor: Miguel Anxo Fernández Lores |